# بخش دل گروو، شهرستان پاین، مینه سوتا
بخش دل گروو (به انگلیسی: Dell Grove Township) یک منطقهٔ مسکونی در ایالات متحده آمریکا است که در شهرستان پین، مینه‌سوتا واقع شده‌است.
 بخش دل گروو ۱۰۹٫۸ کیلومتر مربع مساحت و ۶۹۹ نفر جمعیت دارد و ۳۴۴ متر بالاتر از سطح دریا واقع شده‌است.